# 伊维 (阿利坎特省)
伊维，是西班牙巴伦西亚自治区阿利坎特省的一个市镇。总面积63km2，总人口21798人（2001年），人口密度346人/km2。